# Гарда (озеро)
Га́рда (Лаго-ди-Гарда, итал. Lago di Garda, устар. Бенакское озеро лат. Benacus lacus) — самое большое озеро в Италии, расположенное вблизи южного подножья Альп в котловине ледниково-тектонического происхождения. Лежит на высоте 65 м.

## Размеры
Длина озера составляет 54 км, ширина — от 3 до 16,7 км. Площадь водной поверхности — 370 км². Наибольшая глубина — 346 м, средняя — 136. Озеро судоходно.

## Гидрология
Озеро относится к бассейну реки По. Из Гарды вытекает река Минчо (левый приток По), впадают реки Сарка и Ариль (считается самой короткой рекой в Европе). Площадь бассейна составляет 2260 км².

## Описание
Котловина Гарды является тектонической впадиной, обработанной плейстоценовыми концевыми ледниками. Северная, узкая и длинная часть озера напоминает фьорд при высотах обрамляющих её хребтов до 2000 м, южная — более широкая, сложена моренными отложениями. Гарда укрыта от холодных ветров, и его прибрежная зона отличается пышной растительностью средиземноморского типа. Самый большой остров на озере — Гарда. Из рыб распространены итальянская форель, кумжа, голавль, карп, речной угорь, налим, треска, щука, речной окунь и линь.

### Климат
Климат средиземноморский, с чертами горного. Средние температуры января — 3—4 °C, июля — 23—24 °C. Осадков до 1100 миллиметров в год. Температура воды в озере в сентябре 21 °C.

## Туризм
Благодаря тому, что озеро Гарда расположено между большими туристическими центрами Миланом и Венецией, на его берегах зачастую проводятся различные шоу и показы мод известных кутюрье.
По берегам озера расположены многочисленные курорты: Гарда, Сирмионе, Дезенцано-дель-Гарда, Бардолино, Мальчезине, Рива-дель-Гарда и др.
На озере находится крупнейший парк детских развлечений Италии — Гардаленд, океанариум Seaworld, аквапарк Canevaworld, парк развлечений Мувиленд, имение итальянского писателя Габриеля д’Аннунцио. Развиты судоходство, рыбная ловля, туризм.